# São João do Pacuí
São João do Pacuí este un oraș în Minas Gerais (MG), Brazilia.